# Parque nacional de Jebel Serj
El Parque nacional de Jebel Serj (en árabe: الحديقة الوطنية بجبل السرج‎) es un área protegida de Túnez situada entre las delegaciones de Siliana Sur (gobernación de Siliana) y Oueslatia (Gobernación de Cairuán). Forma parte de la vertiente septentrional del Jebel Serj, una montaña calcárea de 1357 m ubicada en el centro de Túnez, en el seno de la Dorsal tunecina, con el embalse de Lakhmess, al norte, a varios kilómetros.

## Características
El parque, creado en 2010 en la ladera norte de la montaña, tiene 1720 hectáreas (17,2 km2). Cuenta con un centenar de arces de Montpellier, una especie muy rara en Túnez, para cuya protección ya se había creado una reserva natural en 1993 en un área de 100 ha. También hay ejemplares de pino de Alepo, coscoja, acebuche, algarrobo europeo y cada vez más cipreses del Atlas o tuyas de berbería. Entre las plantas arbustivas, labiérnago de hoja ancha, erguén, enebro rojo y lentisco, y entre las hierbas, uva de gato, arrocetas, y los helechos Asplenium adiantum-nigrum y polipodio común.
Entre los mamíferos, se encuentran el gato serval, el jabalí, el chacal, el zorro, la mangosta, la liebre, el erizo y particularmente la hiena rayada. Entre las aves, destaca la presencia del águila calzada, el busardo moro, el halcón peregrino, el cernícalo vulgar, el águila culebrera, la perdiz moruna, la tórtola europea y se ha visto el águila real.
En 2016 se introdujeron 21 gacelas de Cuvier o gacela del Atlas, que elevaron a 41 el número existente en el parque. En la zona de las gacelas hay un ecomuseo, un recinto cerrado con torres de observación para observar a estos animales.